# Butler County, Alabama
Butler County är ett county i den amerikanska delstaten Alabama. 2012 uppskattades countyt ha 20 307 invånare. Den administrativa huvudorten (county seat) är Greenville.

## Geografi
2013 hade countyt en total area på 2 014,71 km². 2 011,98 km² av arean var land och 2,73 km² var vatten.

### Angränsande countyn
- Lowndes County - nord
- Crenshaw County - öst
- Covington County - sydöst
- Conecuh County - sydväst
- Monroe County - väst
- Wilcox County - nordväst